# Athiná Tácha
Pour les articles homonymes, voir Tácha.
Athiná Tácha (grec moderne : Αθηνά Τάχα ; née à Grèce en 23 avril 1936, est une artiste multimédia grecque. Elle est surtout connue pour son travail dans les domaines de la sculpture publique environnementale et de l'art conceptuel , mais elle travaille également avec la photographie, le film et les livres d'artistes. Le travail de Tácha porte sur la création de récits personnels et joue souvent avec la géométrie et la forme.

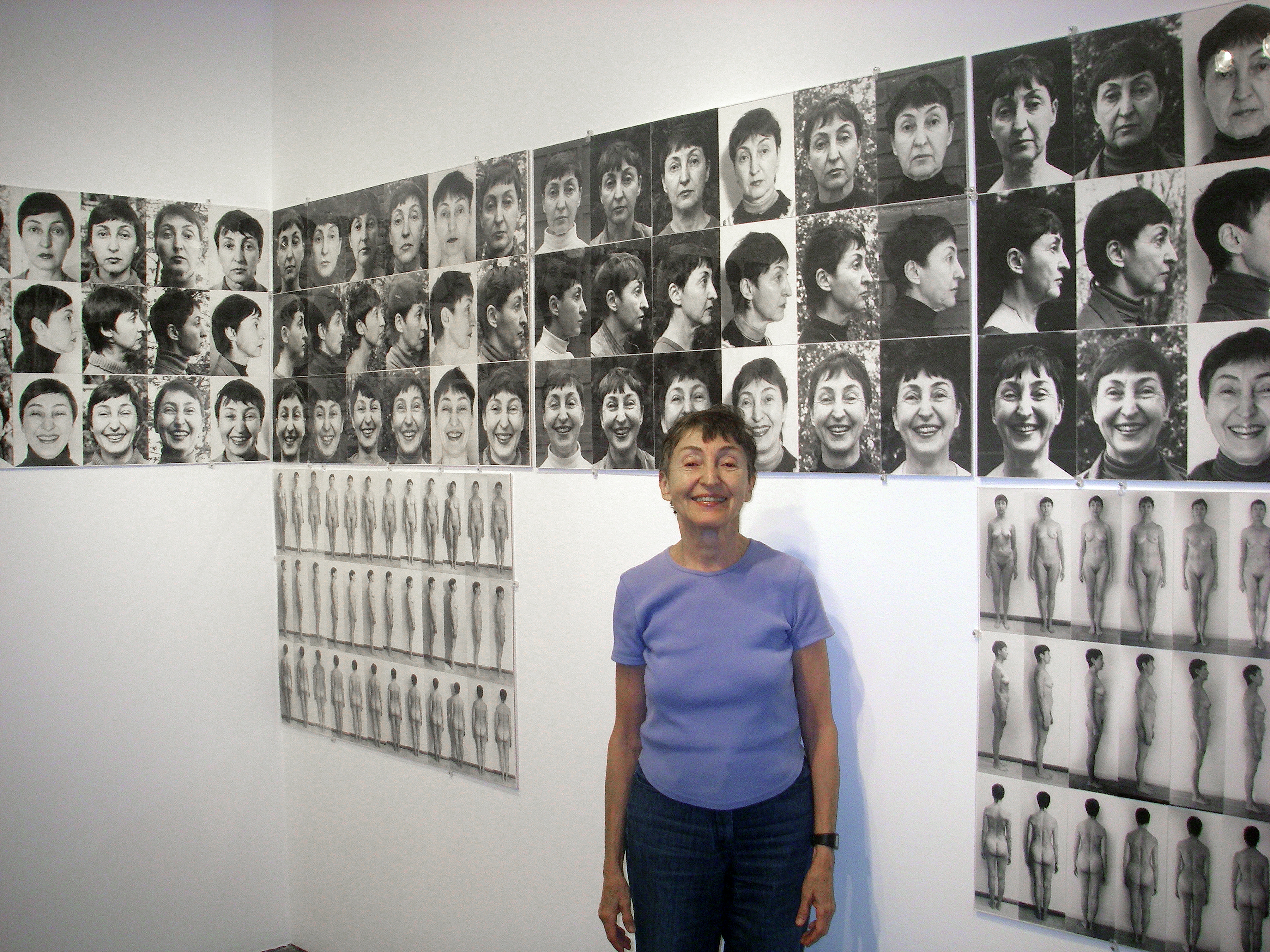
L'artiste Athiná Tácha devant son œuvre 36 Years of Aging, Eclipse Gallery, Arlington, VA, 2008

## Petite enfance, éducation et carrière universitaire
Tácha est née en 1936 à Larissa, en Thessalie,. Elle obtient une maîtrise en sculpture de l'École des beaux-arts d'Athènes, une maîtrise en histoire de l'art du Oberlin College, Oberlin (Ohio), et un doctorat à la Sorbonne à Paris (1963). Après ses études, elle travaille comme conservatrice d'art moderne au Allen Memorial Art Museum de l'Oberlin College, organisant des expositions d'art contemporain (notamment Art In The Mind, 1970). Elle publie deux livres et divers articles sur Auguste Rodin, Brâncuși, Elie Nadelman (en) et d'autres sculpteurs du XXe siècle. Elle épouse l'historien d'art Richard E. Spear en 1965. De 1973 à 2000, elle est professeur de sculpture à l'Oberlin College. Depuis 1998, elle est affiliée à l'Université du Maryland, College Park et réside à Washington, DC,.

## Travail artistique
Tacha est l'une des premières artistes à travailler sur la sculpture environnementale in-situ au début des années 1970. Elle remporte plus de cinquante concours pour des commandes permanentes d'art public, dont près de quarante sont exécutées aux États-Unis, y compris un parc urbain dans le centre-ville de Philadelphie. À New York, elle présente six expositions en solo - à la galerie Zabriskie, à la galerie Max Hutchinson, à Franklin Furnace, à la Fondation pour les études helléniques et à la galerie Kouros - et participe à de nombreuses expositions collectives à travers le monde, notamment à la Biennale de Venise. Parallèlement, elle produit un ensemble d'œuvres conceptuelles textuelles et photographiques, dont beaucoup sont publiées dans des livres d'artiste.
Les livres d'artiste d'Athiná Tácha sont des études conceptuelles et souvent poétiques qui sont imprimées entre 1970 et 2005. Un affichage interactif en ligne des livres d’artiste et d’autres documents imprimés est disponible à Printed Matter, Inc. La série des livres de poche sont de petits livres pliés, semblables à un magazine et souvent vendus dans une pochette en plastique. Dans The Way My Mind Works, Tácha écrit sur son esprit schizophrène, son esprit ruminant, son esprit ordonné. D'autres livres de la série examinent la vie quotidienne. Les livres d'artiste de plus grandes dimensions se concentrent sur la géométrie, l'espace et le minimalisme. Dans Dictionary of Steps, Tácha compile des escaliers à travers des diagrammes. En outre, Tácha explore l'autoportrait dans des œuvres telles que Gestures et Expressions.

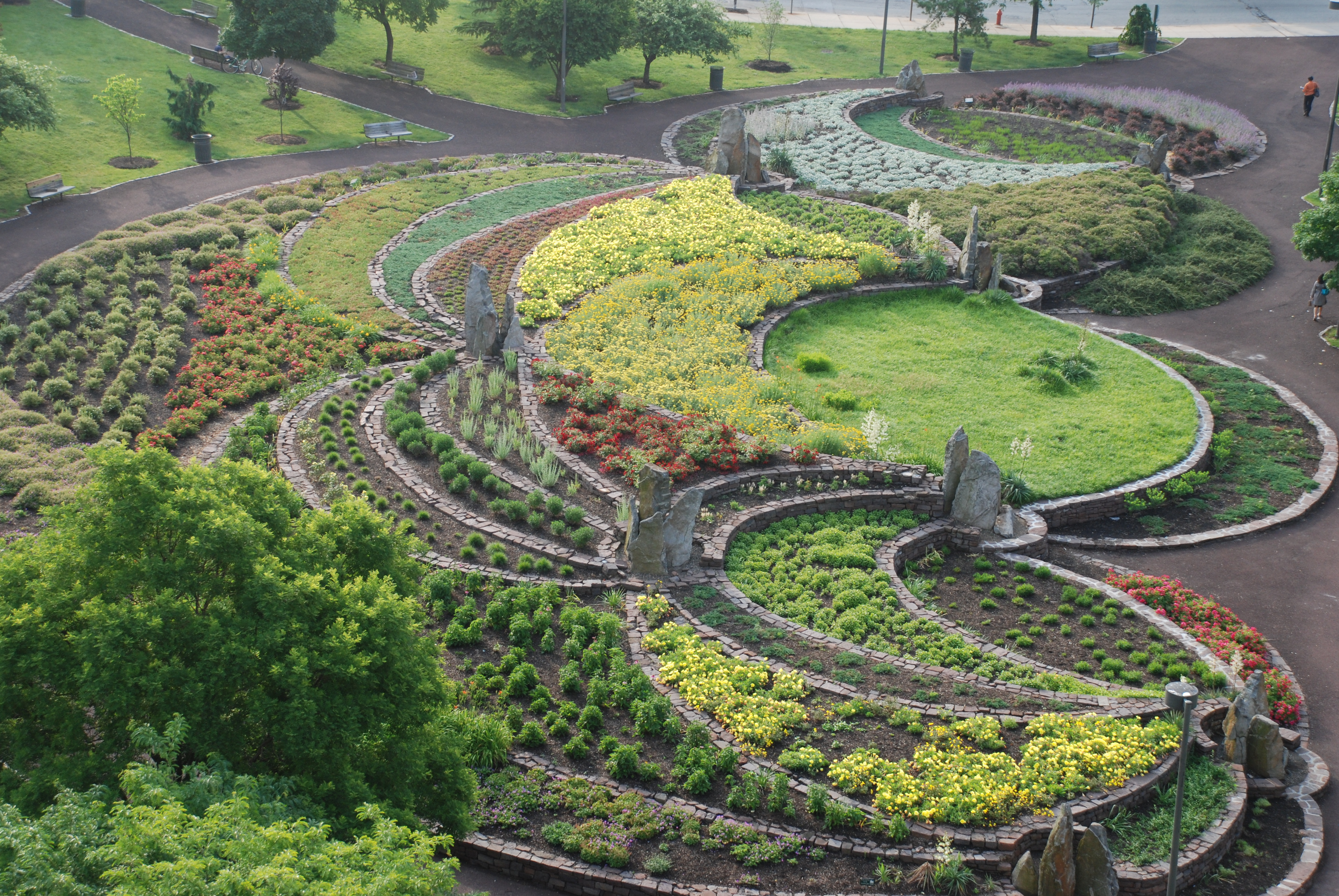
Athena Tacha, Connections, 1981-1992, Philadelphie, vue aérienne de 2009 (photo de Jim Fennell)

## Expositions
En 1989, une rétrospective de plus de 100 sculptures, dessins et œuvres conceptuelles photographiques de Tácha a lieu au High Museum of Art d'Atlanta. Elle comprend de grandes photographies en couleur de ses œuvres et est accompagnée d'un catalogue entièrement illustré, Public Works, 1970-1988 (essai d'introduction de John et Catherine Howett). 
La même année, elle présente une exposition de nouvelles œuvres, plus de 50 sculptures et dessins, ainsi que deux grandes installations temporaires au Cleveland Center for Contemporary Art, accompagnées également d'un catalogue richement illustré (avec un essai de Thalia Gouma-Peterson). 
En 2006, son exposition personnelle Small Wonders: New Sculpture and Photoworks, au Katzen Arts Center de l’Université américaine, à Washington, en 2006,, est accompagnée d'un catalogue entièrement illustré avec des essais d’Anne Ellegood et de Brenda Brown 2007). Après son déménagement à Washington, Tacha présente deux expositions personnelles à la Galerie Marsha Mateyka (2004 et 2008).
Une rétrospective de 40 ans (plus de 100 œuvres) intitulée « Athena Tacha: du public au privé » est organisée au Centre d'art contemporain (musée national d'art contemporain) de Thessalonique, en Grèce, du 16 janvier au 11 avril 2010. Elle présente pour la première fois tous les aspects de l’art de Tácha - des commandes en plein air aux sculptures de corps, aux travaux photographiques, en passant par l’art conceptuel et les films - avec un catalogue bilingue (164 pages, 113 illustrations en couleurs).

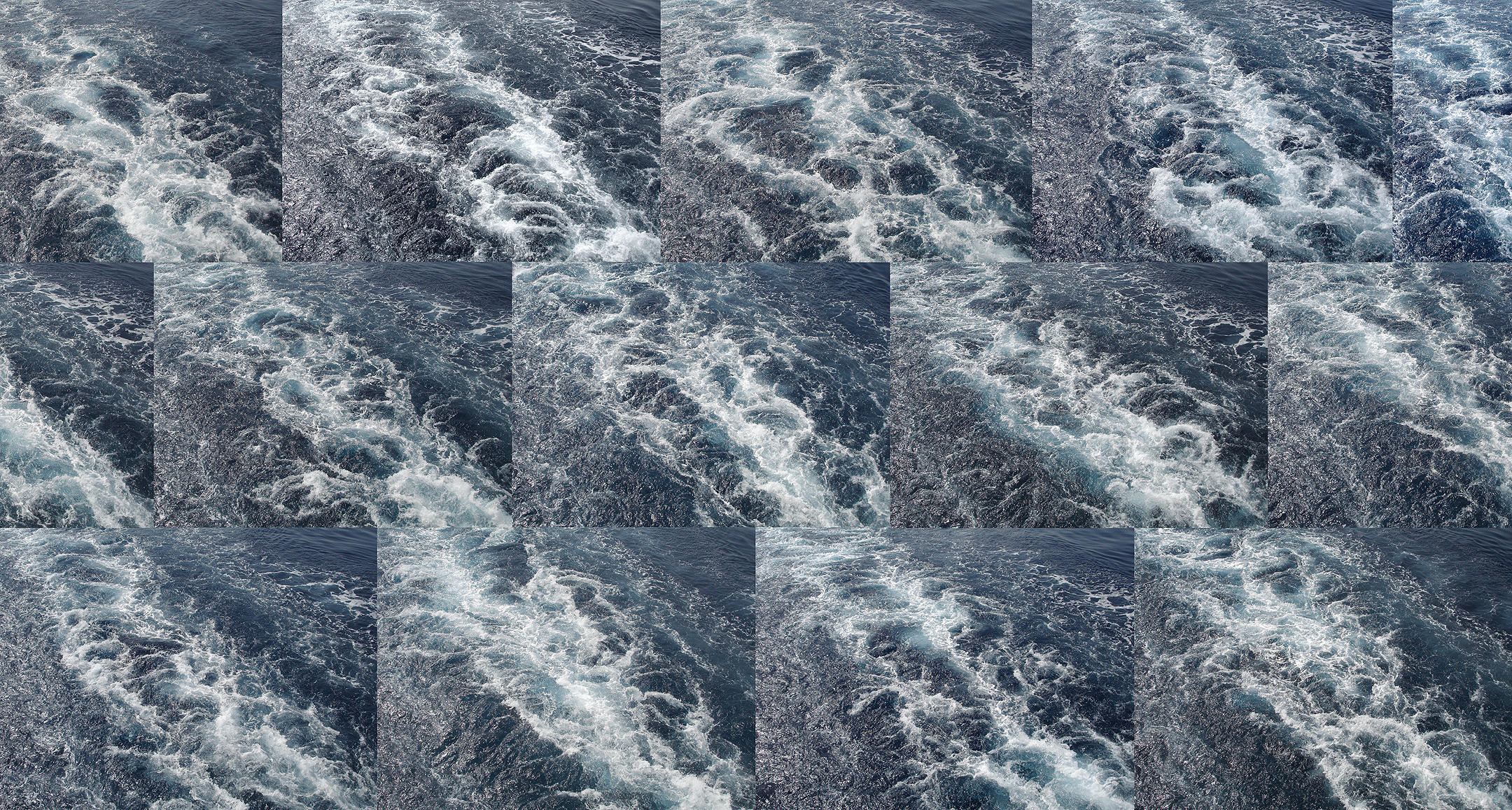
Athena Tacha, Crossing - Corsica (2007), digichrome, 30 "x54", avec la permission de la Galerie Marsha Mateyka, Washington

Les sculptures et les œuvres photographiques de Tácha figurent dans de nombreux musées et collections privées américains, notamment la galerie d'art Albright-Knox, le musée d'art de Cleveland, le musée Hirshhorn, le musée d'art Nelson-Atkins, Smithsonian American Art Museum et la collection Agnes Gund.

### Dernières commandes réalisées
- Victory Plaza, 2000-2002, une installation de 3,7 mètres carrés avec des fontaines devant le American Airlines Center (en collaboration avec SWA), Dallas, Texas[19]
- STOP & GO: to Garrett Augustus Morgan, 2001-2004, une pla[20]ce pour le boulevard Morgan de Metrorail. Station, Washington, DC[21]
- Hearts Beat, 2002-2004, un revêtement de 350 pieds (106,68 m) constitué de LED animés pour un pont suspendu entre la station de métro Grosvenor et le Strathmore Music Center, N. Bethesda, Maryland[22].
- Riding with Sarah and Wayne, 2004-2006, une piste d'un kilomètre de long pour le métro léger à Newark, dans le New Jersey.
- Waterlinks II, 2006-08, un mur d’eau en granite de 16 x 28 pieds à la Business School de l’ Université du Wisconsin, Madison (Wisconsin)[23].

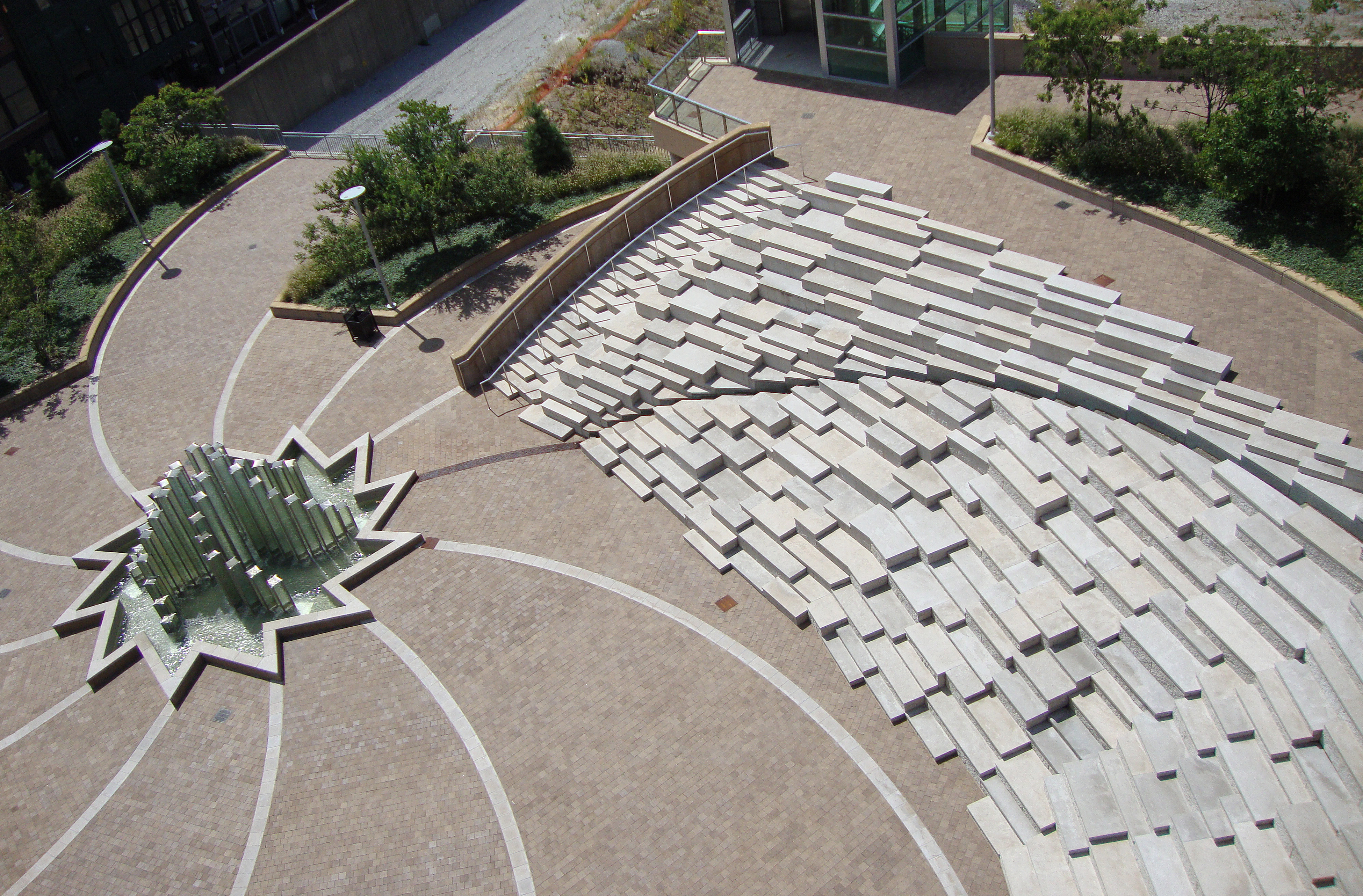
Athiná Tácha, amphithéâtre de Dancing Steps et Star Fountain (vue aérienne), Muhammad Ali Plaza, Louisville, KY